# Eliza Pollock
Lida Peyton Pollock (conocida como Eliza Pollock; Hamilton, 24 de octubre de 1840-Wyoming, 25 de mayo de 1919) fue una deportista estadounidense que compitió en tiro con arco, en la modalidad de arco recurvo. Participó en los Juegos Olímpicos de San Luis 1904, obteniendo tres medallas, una de oro y dos de bronce.

## Palmarés internacional
| Juegos Olímpicos | Juegos Olímpicos          | Juegos Olímpicos  | Juegos Olímpicos     |
| Año              | Lugar                     | Medalla           | Prueba               |
| ---------------- | ------------------------- | ----------------- | -------------------- |
| 1904             | San Luis (Estados Unidos) | Medalla de oro    | Equipo               |
| 1904             | San Luis (Estados Unidos) | Medalla de bronce | Doble ronda Columbia |
| 1904             | San Luis (Estados Unidos) | Medalla de bronce | Doble ronda nacional |